# Kempele
Kempele je obec ve finské provincii Severní Pohjanmaa. V Kempele žije 14 475 obyvatel (2005). Obec leží na území o rozloze 110,33 km², z čehož 0,2 km² připadá na vodní plochy. Hustota zalidnění je 131,4 obyvatel na km².

## Historie
První obyvatelé přišli do míst nynějšího Kempele přibližně před 500 lety. Kempele bylo součástí větší Liminky a v době, kdy byla oblast poprvé oficiálně nazvána Kempele, sestávalo osídlení z pouhých tří domů. Plná farní práva Kempele získalo v roce 1774, což znamenalo současně odtržení se o Liminky. Obecní správa byla zřízena roku 1867.

## Památky
Starý dřevěný kostel byl postaven ke konci 17. století. Je jedním z nejstarších dřevěných kostelů ve Finsku. Pod kostelem je pohřbeno asi 150 místních významných osob.

## Fotogalerie

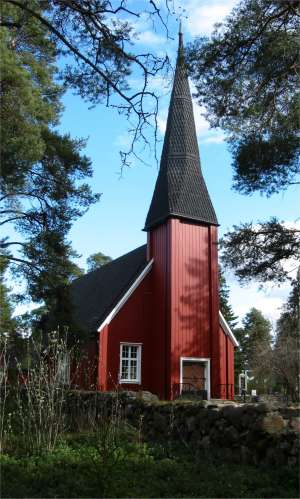
starý dřevěný kostel byl postaven mezi lety 1688–1691.
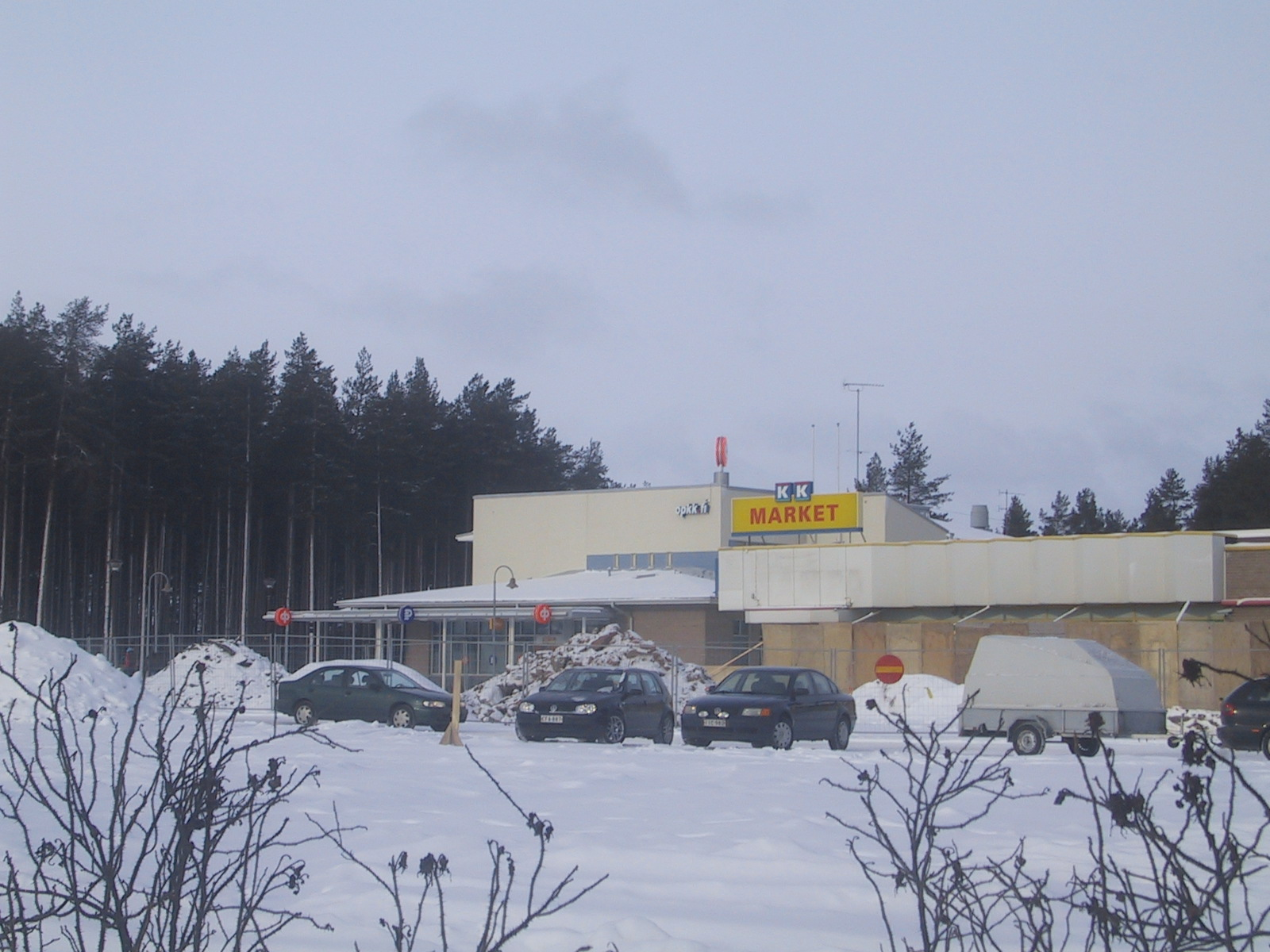
centrum Kempele
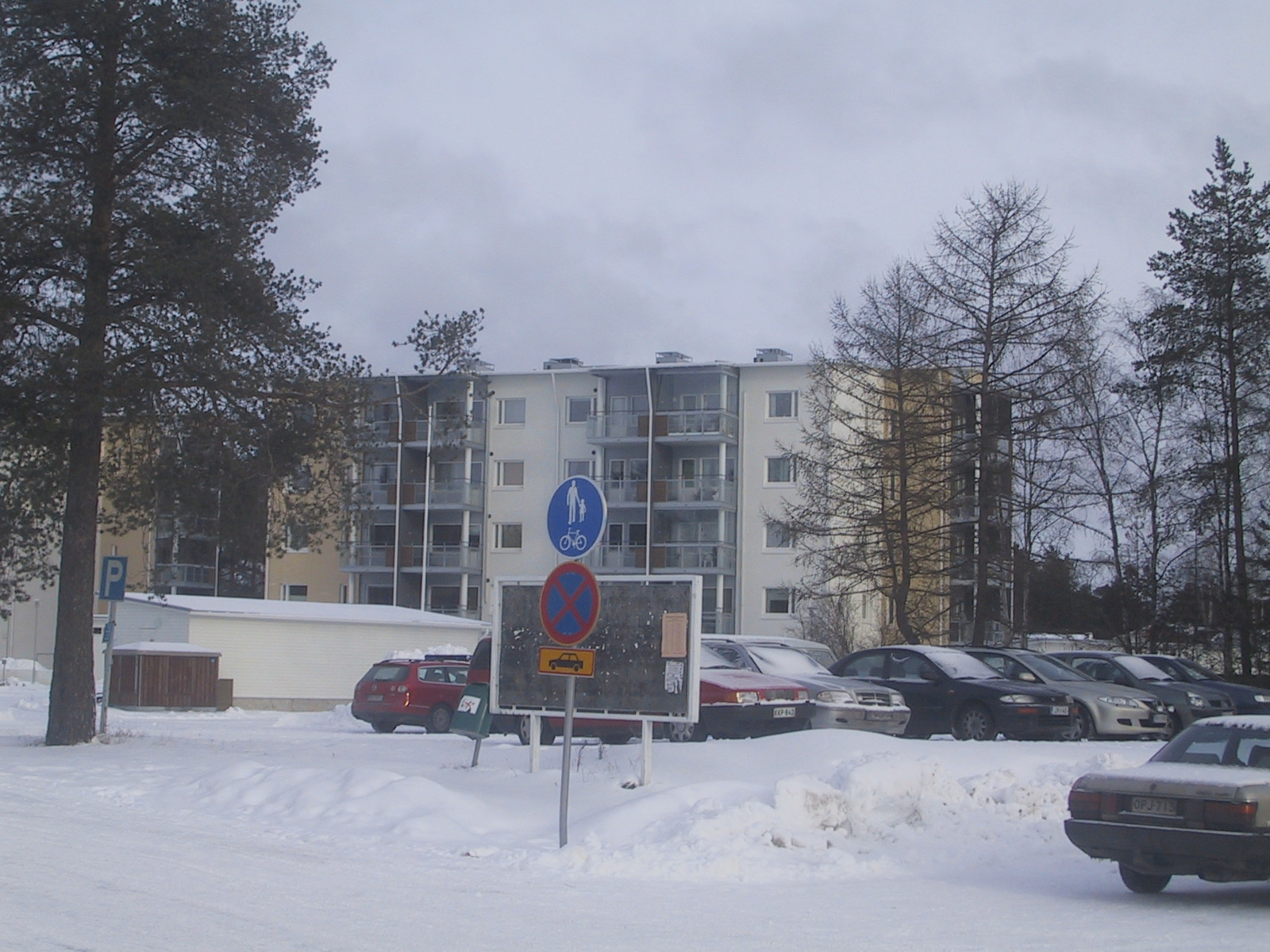
centrum Kempele